# Gabrovlje
Gabrovlje so naselje v Občini Slovenske Konjice, na pol poti med Slovenskimi Konjicami in Zrečami. 
Razložena vas v podpohorskem delu Dravinjskih goric se nahaja na levem bregu reke Dravinje, nad izlivom potoka Koprivnice in po pobočju pod slemenom na južni strani Škalc. Na pobočju so na ilovnatih tleh hiše razložene, v naplavinski dolini pa stojijo tesneje skupaj.  
Pred letom 1921 je bila skozi vas zgrajena ozkotirna železniška proga Poljčane - Slovenske Konjice - Zreče, v vasi je bilo tudi lokalno postajališče. Promet po progi je bil ukinjen leta 1963, tiri pa odstranjeni leta 1970. 

### Spremembe in delitve
Leta 1994 je bil gručasti del Gabrovelj vključen v novo naselje Dobrovlje. Medobčinska meja tako sedaj poteka med Gabrovljami (Občina Slovenske Konjice) in Dobrovljami (Občina Zreče), katerih del pa je ulica Gabrovlje.